# Angels of Love
Angels of Love е изцяло акустичен и изцяло инструментален албум на китариста Ингви Малмстийн, издаден на 10 март 2009 г. Албумът съдържа девет нови акустични интерпретации на вече издаван материал, както и на едно неиздавано дотогава произведение.
Малмстийн преаранжира сам всички композиции, а освен това е и единствения изпълнител в албума – свири на акустична (класическа и с метални струни) китара, клавишни, китарен синтезатор, виолончело, както и на електрическа китара няколко места.

## Състав
- Ингви Малмстийн – акустична (класическа и с метални струни) китара, клавишни, китарен синтезатор, виолончело